# 布拉日尼基 (新沃多拉哈市鎮)
49°39′2″N 35°53′20″E / 49.65056°N 35.88889°E
布拉日尼基（烏克蘭語：Бражники）是位於烏克蘭東部的村莊，由哈爾科夫州哈爾科夫區新沃多拉哈市鎮負責管轄。該村面積0.72平方公里，海拔高度127米，2001年人口147，人口密度每平方公里204.2人。